# Litoprosopus futilis
Litoprosopus futilis là một loài bướm đêm trong họ Erebidae.